# Operational Service Medal for Afghanistan
La Operational Service Medal for Afghanistan è una medaglia di campagna militare inglese coniata per ricompensare quanti hanno prestato i propri servizi nella campagna militare in Afghanistan.

## Criteri di eleggibilità
I criteri di eleggibilità di questa medaglia sono complessi e dipendno essenzialmente dalla permanenza e dall'area di servizio:
- Per qualificarsi al ricevimento di una barretta da apporre sulla medaglia, il personale deve vantare almeno 5, 21 o 30 giorni di servizio continuo in diverse date, a seconda delle operazioni, o in un periodo specifico come ad esempio nell'Operation Veritas, nell'Operation Fingal e nell'Operation Landman.[1]
- Per qualificarsi al ricevimento della medaglia senza barrette si tiene in conto la lunghezza del servizio in varie operazioni come le seguenti: Landman, Oracle, Ramson o Damien. Alternativamente la medaglia viene concessa per servizio prestato in altre parti del medioriente senza data specifica come Pakistan, Oman e Qatar.[1]

## Descrizione
La medaglia è costituita da un disco d'argento sul quale è raffigurata sul diritto l'effigie coronata della regina Elisabetta II del Regno Unito rivolta verso destra, corredata dal titolo ELIZABETH II DEI GRATIA REGINA F.D.. Sul retro si trova la Union Flag, circondata dall'iscrizione ‘For Operational Service’ accompagnata da i quattro punti cardinali ciascuno con una coroncina all'estremità: reale (in alto a sinistra), navale (in alto a destra), murale (in basso a sinistra), astrale (in basso a destra).
Il nastro è color sabbia (a indicare il deserto) con una serie di strisce centrali: al centro una rossa (per il British Army), a lato due blu scuro (per la Royal Navy) ed a lato ancora due azzurre (per la Royal Air Force).

## Barrette
La barretta "Afghanistan" viene conferita per il servizio specifico nell'Afghanistan. Quando all'uniforme è portato solo il nastro, la barretta è indicata con una rosetta in argento sul nastro.

## Insigniti notabili
- Henry del Galles